# Teucrium socotranum
Teucrium socotranum es una especie de planta fanerógama perteneciente a la familia Lamiaceae. Se encuentra solamente en Socotra en Yemen.

## Hábitat y ecología
Localmente común en las laderas rocosas abiertas en el Haggeher; también dispersos en la piedra caliza en el noreste de Socotra a una altitud de 330-1,500 metros. Algunas colecciones de la piedra caliza en el noreste de Socotra son H. balfourii: tienen tallos blanquecinos similares y las flores y las hojas más pequeñas que T. balfourii. El estado de estas plantas se merece una mayor investigación. Fue observado en la meseta de piedra caliza occidental en el siglo XIX, pero no se ha visto allí recientemente.

## Taxonomía
Teucrium socotranum, fue descrita por Friedrich Vierhapper y publicado en  Denkschr. Kaiserl. Akad. Wiss., Wien. Math.-Naturwiss. Kl. 71: 436, en el año 1907.
Etimología
Teucrium: nombre genérico que deriva del Griego τεύχριον, y luego el Latín teucri, -ae y teucrion, -ii, usado por Plinio el Viejo en Historia naturalis, 26, 35 y 24, 130, para designar el género Teucrium, pero también el Asplenium ceterach, que es un helecho (25, 45). Hay otras interpretaciones que derivan el nombre de Teucri, -ia, -ium, de los troyanos, pues Teucro era hijo del río Escamandro y la ninfa Idaia, y fue el antepasado legendario de los troyanos, por lo que estos últimos a menudo son llamados teucrios. Pero también Teucrium podría referirse a Teûkros, en latín Teucri, o sea Teucro, hijo de Telamón y Hesione y medio-hermano de Ajax, y que lucharon contra Troya durante la guerra del mismo nombre, durante la cual descubrió la planta en el mismo período en que Aquiles, según la leyenda, descubrió la Achillea.
socotranum: epíteto geográfico que alude a su localización en Socotra.
Sinonimia
- Teucrium petiolare Balf.f. - basónimo[7]